# Sergentia longiventris
Sergentia longiventris är en tvåvingeart som beskrevs av Jean-Jacques Kieffer 1924. Sergentia longiventris ingår i släktet Sergentia och familjen fjädermyggor. Inga underarter finns listade i Catalogue of Life.